# Associação Atlética Batel
L'Associação Atlética Batel, meglio noto come Batel, è una società calcistica brasiliana con sede nella città di Guarapuava.

## Storia
Il club è stato fondato il 17 marzo 1951 nel quartiere di Batel, nella città di Guarapuava. Ha partecipato al Campeonato Brasileiro Série C nel 1994 e nel 1995, dove è stato eliminato alla seconda fase in entrambe le edizioni.

## Palmarès

### Competizioni statali
- Campeonato Paranaense Terceira Divisão: 1

2024